# Hendrik van Teylingen
Hendrik van Teylingen ook genaamd Sri Hayesvar Das (IJmuiden-Oost, 6 juni 1938 – 25 december 1998) was een Nederlands schrijver, dichter en vertaler uit het sanskriet.
Van Teylingen werd geboren als zoon van een gereformeerd predikant. Na het Gereformeerd Gymnasium te Amsterdam doorlopen te hebben studeerde hij een jaar Engels, en daarna enige tijd psychologie. Na drie maanden militaire dienst weigerde hij verdere dienst en werd hij acht maanden gevangengezet te Nieuwersluis en 9 maanden in Scheveningen. Hij zou zijn ervaringen later verwerken in de autobiografische roman Depot van discipline (1990). Vervolgens werkte hij als tekstschrijver op een reclamebureau te Amsterdam, later werd hij redacteur bij De Geïllustreerde Pers voor een feuilleton bij Margriet en was hij freelance vertaler.
Van Teylingen was getrouwd met een kunstenares met wie hij twee dochters had, maar werd verliefd op Bea Vianen. Hij reisde haar achterna naar Paramaribo waar hij columns schreef voor het tijdschrift Avenue.
In 1975 sloot hij zich aan bij de Hare Krishna-beweging, een westerse vorm van de godsdienst die officieel Gaudiya Vaishnavisme heet. Hij ontving van zijn goeroe A.C. Bhaktivedanta Swami, (Srila Prabhupada) de naam Hayeshvara Das en vertaalde diens boeken (o.a.Bhagavad Gita Zoals Ze Is, Nektarzee van Zuivere Liefde en de eerste vijf Canto's van het Bhagavata Purana met commentaar van zijn goeroe). Ook bleef hij autobiografische verhalen schrijven.
In 1981 werd hij uit de beweging gezet en in 1985 begon hij, met de zegen van Srila Sridhara Maharaja van de Chaitanya Saraswat Matha in India,  zijn eigen gemeenschap, de Sri Chaitanya-gemeenschap, die hij bestuurde tot aan zijn overlijden. Deze periode was in godsdienstig en literair opzicht zijn vruchtbaarste periode. Hij zag zijn herdichting in het Nederlands van het Tiende Boek van het Bhagavata Purana (2 delen, Altamira 1990-92) als zijn levenswerk. Ook zagen vele brochures gemaakt in nauwe samenwerking met zijn goede vrienden Sriman Yadupati Dasa-ji en Sripad Jnanaraja Dasa †, onder de titel Chaitanya Cahiers, het licht. Tevens maakte hij vertalingen van boeken van Swami B.R. Sridhara en Sri Srimad Bhaktivedanta Narayana Gosvami Maharaja, die hij in eigen beheer uitgaf. In deze periode maakte hij zijn derde en vierde vertaling van de Bhagavad-gita (uitgegeven door Altamira en Ganges). Zijn tweede herdichte vertaling van de Gita was reeds in 1983 door Mirananda uitgegeven. Hiermede is hij wereldrecordhouder Gita-vertalen.
Van Teylingen was viermaal getrouwd. Uit het eerste huwelijk met een kunstenares had hij twee dochters, waarvan de oudste, Marijn, jazz-zangeres werd en de tweede, Louise, huwde met de tatoeëerder Henk Schiffmacher. Uit zijn tweede huwelijk met een Hindoestaanse had hij een stiefdochter en een zoon; uit het derde huwelijk drie zoons, waarvan de eerstgeborene ook tot het Krishna-geloof is overgegaan. Het vierde huwelijk, met de godsdienstlerares Premalata uit Hellevoetsluis, bleef kinderloos na pogingen om de godin Sarasvati-devi in haar te doen neerdalen - door Van Teylingen beschreven in de roman De verschijning van de godin Saràsvati in Hellevoet (1995).
Tot vlak voor zijn dood schreef hij nog enige columns voor het dagblad Trouw. Hij overleed op zestigjarige leeftijd aan een hersentumor, in bijzijn van zijn vrouw Premalata devi dasi, zijn zoon Haridas, zijn leerling Sudama-sakha dasa adhikari en enkele anderen. Op de begraafplaats Huis te Vraag te Amsterdam staat een monument met daarin gegraveerd een door hem geschreven gedicht over dit kerkhof. Omdat op Huis te Vraag sinds 1962 geen begrafenissen meer mogen plaatsvinden hebben zijn kinderen, zijn familie, en Krishna-toegewijden zijn urn illegaal bij dit monument begraven.
Na het heengaan van Van Teylingen is zijn weduwe Premalata doorgegaan met de Sri Chaitanya gemeenschap.